# Bäckebo församling
Bäckebo församling är en församling i Nybro pastorat i Stranda-Möre kontrakt i Växjö stift. Församlingen ligger i Nybro kommun i Kalmar län.

## Administrativ historik
Omkring 1600 tillkom Bäckebo kapell, som 1680 blev komministratur. Församlingen utbröts 1733 ur Åby församling från att innan dess varit ett kapellag i den församlingen. Före 1945 bildade församlingen pastorat med Åby församling, 1945 utgjorde den ett eget pastorat. Från 1962 bildade församlingen ett pastorat med Kråksmåla församling där från 1995 även Kristvalla församling ingick. Från 2010 ingår församlingen i Nybro pastorat.

## Kyrkor
- Bäckebo kyrka